# Synergie
Synergie SE, precedentemente nota come Europe Technique Assistance, è un'azienda francese specializzata nei settori del lavoro temporaneo, del reclutamento e della formazione professionale fondata nel 1969 a Nantes da Daniel Augereau.
Quotata alla borsa di Parigi e parte dell'indice azionario CAC Small, l'azienda è presente in 17 paesi grazie a una rete di 770 agenzie e 4 600 dipendenti a tempo indeterminato.

## Storia
L'azienda è stata fondata nel 1969 a Nantes dall'allora venticinquenne Daniel Augereau con il nome di Europe Technique Assistance (ETA), in qualità di gruppo specializzato nella selezione del personale per quanto concerne i settori di ingegneria meccanica, costruzioni aeronautiche e navali.
Dieci anni dopo la nascita, nel 1979, la società si è fusa con una società denominata Synergie la cui attività principale era la manutenzione industriale. Nel 1984 il gruppo è stato quotato alla Hors-Côte della borsa di Parigi; mentre il marchio Synergy e il suo logo sono stati registrati nel 1989 presso l'Istituto Nazionale della Proprietà Industriale francese.
Nei decenni successivi la società è divenuta internazionale. Nel 1993 ha aperto la prima sede estera a Praga, nella Repubblica Ceca. Tra il 1996 e il 1999 sono state istituite altre rete di agenzie in Spagna, Slovacchia e Italia.
Con l'arrivo degli anni 2000 la società ha continuato ad espandersi in Europa aprendo filiali in Portogallo e Lussemburgo, nel 2003 e, acquisendo la società Acorn ne apero una nel Regno Unito.
Contemporaneamente, nel 2001, la società ha acquisito Intersearch, una società di reclutamento sita in Belgio e Canada; mentre nel 2008 si è costituita nei Paesi Bassi e in Svizzera, poi tra il 2011 e il 2012 anche in Germania e in Australia.
Nel 2016 l'azienda è passata da società anonima a società europea.
Nel 2018 il Gruppo Synergie ha acquisito la società informatica DCS e l'anno seguente ha sviluppato il brand, S&you, specializzato nel reclutamento di esperti e dirigenti.
Nel 2019, il Gruppo Synergie sviluppa un nuovo marchio, S&you, specializzato nel reclutamento di esperti e dirigenti, e si afferma in Cina.
Synergie è, nel 2018, la quinta azienda del settore in Francia e in Europa  (dietro la svizzera Adecco, l'americana Manpower, l'olandese Randstad e la francese Crit).
Nel giugno 2021, Daniel Augereau ha lasciato il suo incarico, sostituito da Victorien Vaney, uno dei due figli dell'azionista di maggioranza.

## Azionisti
La società è controllata al 69,1% da Synergie Investment.

## Sponsorizzazioni
A partire dalla metà degli anni 1990 l'azienda ha cominciato ad entrare nel mondo delle sportmarketing.

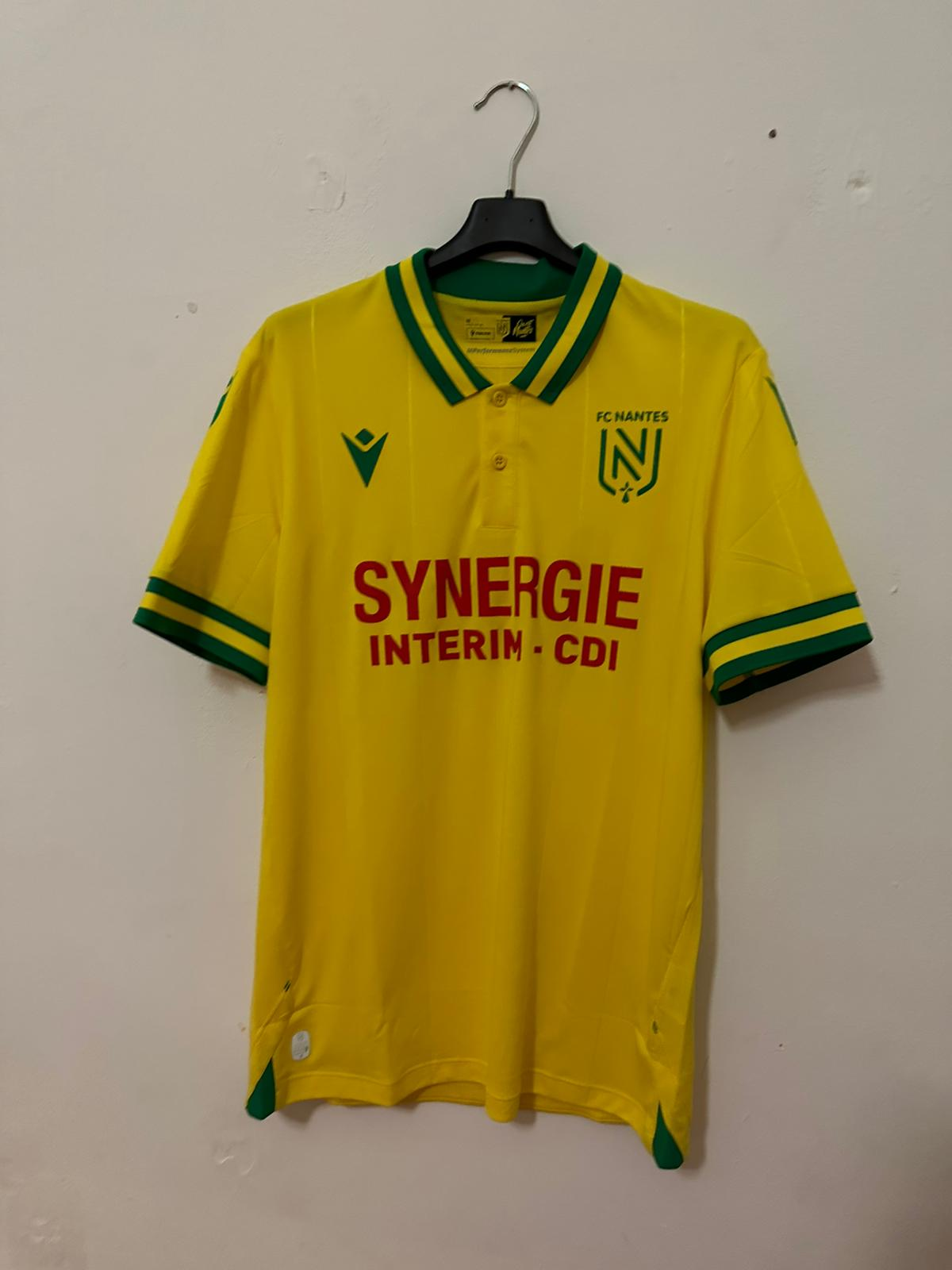
Divisa del sponsorizzata Synergie.

Fra queste la più importante e longeva è quella con il club della città natia dell'azienda il Nantes, sponsorizzato da Synergie dalla stagione 1995-1996.
Altre sponsorizzazioni riguardano sport come il ciclismo (B&B Hotels-KTM), il rugby (Stade Toulousain e LOU Rugby) e la pallavolo.